# Pieter van Geel

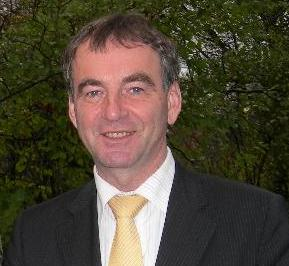
Pieter van Geel

Petrus Leonardus Bastiaan Antonius (Pieter) van Geel (* 8. April 1951 in Valkenswaard) ist ein niederländischer Politiker (CDA) und war vom 21. Februar 2007 bis den 10. Juni 2010 Fraktionsvorsitzender seiner Partei in den Generalstaaten.

## Leben
Van Geel wuchs mit vier jüngeren Geschwistern auf, sein Vater arbeitete in der Hofnar-Zigarrenfabrik in Valkenswaard.
Er studierte Stadtplanung an der Radboud-Universität in Nimwegen und erhielt 1974 sein Diplom. Nach dem Studium war er Stadtplaner für die Gemeinde Helmond, bis heute van Geels Wohnort. 1988 wurde er Gemeindesekretär. Von 1987 bis zum 2002 war van Geel Mitglied der Provinciale Staten (Provinzialparlament) von Nordbrabant und von 1995 bis zum 2002 auch Mitglied der Gedeputeerde Staten (Provinzregierung). 2002 bis 2003 saß Van Geel erstmals in der Zweiten Kammer der Generalstaaten. Gleichzeitig wurde er 2002 zum Staatssekretär für Umwelt ernannt, was er bis 2007 blieb. Von 2006 bis 2010 war er erneut Mitglied der Zweiten Kammer.
Van Geel ist Liebhaber des Radrennsports und Mitglied der römisch-katholischen Kirche.

## Weblink
- Eintrag „Pieter van Geel“ Parlement & Politiek, abgerufen am 15. September 2012

| Personendaten    | Personendaten                                                     |
| ---------------- | ----------------------------------------------------------------- |
| NAME             | Geel, Pieter van                                                  |
| ALTERNATIVNAMEN  | Geel, Petrus Leonardus Bastiaan Antonius van (vollständiger Name) |
| KURZBESCHREIBUNG | niederländischer Politiker (CDA) und Stadtplaner                  |
| GEBURTSDATUM     | 8. April 1951                                                     |
| GEBURTSORT       | Valkenswaard                                                      |